# Cortland Fitzsimmons
Pour les articles homonymes, voir Fitzsimmons.
Cortland Fitzsimmons, né le 19 juin 1893 dans Brooklyn, à New York, et mort le 25 juillet 1949 à Los Angeles, en Californie, est un écrivain et un scénariste américain, auteur de roman policier.

## Biographie
En 1928, il publie son premier roman, Better Bridge puis, en 1930 La Fin des Manville (The Manville Murders) qui « témoigne d'une grande originalité » et est « considéré comme un des joyaux de la collection L'Empreinte ». Ce roman « raconte la fin violente et inexorable des derniers membres d'une famille dégénérée ».
En 1936, son second roman traduit en français, L'Écouteur invisible (The Whispering Window) est une intrigue « pur produit de l'école du « Si j'avais su » mis à la mode par Mary Roberts Rinehart ». Néanmoins, « même si ce roman peut s'interpréter comme un habile pastiche des œuvres de Rinehart et de Mignon G. Eberhart, on est loin de la sanglante anarchie du premier titre ». 
De 1936 à 1942, il écrit plusieurs scénarios pour le cinéma.

## Œuvre

### Romans

#### SérieArthur Morrison
- The Manville Murders (1930) Publié en français sous le titre La Fin des Manville, Paris, La Nouvelle Revue Critique, coll. « L'Empreinte » no 49 (1934)
- The Bainbridge Murder (1932)

#### SérieEthel Thomas
- The Whispering Window (1936) Publié en français sous le titre L'Écouteur invisible, Paris, La Nouvelle Revue Critique, coll. « L'Empreinte » no 146 (1938)
- The Moving Finger (1937)
- Mystery at Hidden Harbor (1938)
- The Evil Men Do (1941)

#### SériePercy Peacock
- Death Rings a Bell (1942)
- Tied for Murder (1943)

#### Autres romans
- Better Bridge (1928)
- 70,000 Witnesses: A Football Mystery (1931)
- No Witness (1932)
- Red Rhapsody (1933)
- Death on the Diamond: A Baseball Mystery (1934)
- Crimson Ice: A Hockey Mystery (1935)
- The Longest Night (1936)
- Sudden Silence: The Case of the Murdered Bandleader (1938)
- The Girl in the Cage (1939), en collaboration avec John Mulholland
- One Man's Poison (1940)
- This Is Murder (1941), en collaboration avec Gerald Adams

### Autre publication
- You Can Cook If You Can Read (1946), en collaboration avec son épouse Muriel Simpson

## Filmographie

### Adaptations au cinéma
- 1932 : 70,000 Witnesses, film américain réalisé par Ralph Murphy, adaptation du roman éponyme, avec Phillips Holmes et Dorothy Jordan
- 1934 : Death on the Diamond, film américain réalisé par Edward Sedgwick, adaptation du roman éponyme, avec Robert Young et Madge Evans
- 1936 : The Longest Night (en), film américain réalisé par Errol Taggart (en), adaptation du roman The Whispering Window, avec Robert Young et Florence Rice

### Scénarios pour le cinéma
- 1936 : The Mandarin Mystery, film américain réalisé par Ralph Staub, d'après le roman de Ellery Queen, avec Eddie Quillan
- 1937 : Racing Lady (en), film américain réalisé par Wallace Fox, avec Ann Dvorak
- 1937 : Jim Hanvey, Detective (en), film américain réalisé par Phil Rosen, avec Guy Kibbee
- 1939 : Death of a Champion (en), film américain réalisé par Robert Florey, avec Lynne Overman
- 1940 : Earl of Puddlestone, film américain réalisé par Gus Meins, avec James Gleason
- 1941 : Le Collège en folie (All-American Co-Ed), film américain réalisé par LeRoy Prinz, avec Frances Langford
- 1941 : Fiesta (en), film américain réalisé par LeRoy Prinz, avec Jorge Negrete
- 1942 : The Devil with Hitler, film américain réalisé par Gordon Douglas, avec Alan Mowbray
- 1945 : Earl Carroll Vanities, film américain réalisé par Joseph Santley, scénario de Frank Gill Jr. et Cortland Fitzsimmons d'après une histoire originale inédite de ce dernier, avec Dennis O'Keefe et Eve Arden

## Sources
: document utilisé comme source pour la rédaction de cet article.
- Claude Mesplède (dir.), Dictionnaire des littératures policières, vol. 1 : A - I, Nantes, Joseph K, coll. « Temps noir », 2007, 1054 p. (ISBN 978-2-910-68644-4, OCLC 315873251), p. 751-752